# Oscar 1971
A 43ª cerimônia de entrega dos Academy Awards (ou Oscars 1971), apresentada pela Academia de Artes e Ciências Cinematográficas, premiou os melhores atores, técnicos e filmes de 1970 no dia 29 de março de 1976, em Los Angeles e teve  como mestres de cerimônias.
O drama Patton foi premiado na categoria mais importante: melhor filme.

## Indicados e vencedores
| Melhor Filme - Patton - Airport - Five Easy Pieces - Love Story - MASH | Melhor Diretor - Franklin J. Schaffner – Patton - Robert Altman – MASH - Federico Fellini – Fellini Satyricon - Arthur Hiller – Love Story - Ken Russell – Women in Love |
| Melhor Ator/Actor (Principal) - George C. Scott – Patton como General Patton - Melvyn Douglas – I Never Sang for My Father como Tom Garrison - James Earl Jones – The Great White Hope como Jack Jefferson - Jack Nicholson – Five Easy Pieces como Robert Eroica Dupea - Ryan O'Neal – Love Story como Oliver Barrett IV       | Melhor Atriz/Actriz (Principal) - Glenda Jackson – Women in Love como Gundrun Brangwen - Jane Alexander – The Great White Hope como Eleanor Backman - Ali MacGraw – Love Story como Jennifer Cavalleri - Sarah Miles – Ryan's Daughter como Rosy Ryan - Carrie Snodgress – Diary of a Mad Housewife como Bettina Balser |
| Melhor Ator/Actor Coadjuvante/Secundário - John Mills – Ryan's Daughter como Michael - Richard S. Castellano – Lovers and Other Strangers como Frank Vecchio - Chief Dan George – Little Big Man como Lodge Skins - Gene Hackman – I Never Sang for My Father como Gene Garrison - John Marley – Love Story como Phil Cavalleri | Melhor Atriz/Actriz Coadjuvante/Secundária - Helen Hayes – Airport como Ada Quonsett - Karen Black – Five Easy Pieces como Rayette Dipesto - Lee Grant – The Landlord como Joyce Enders - Sally Kellerman – MASH como Margaret Houlihan - Maureen Stapleton – Airport como Inez Guerrero                                |
| Melhor Roteiro/Argumento - Original - Patton - Five Easy Pieces - Joe - Love Story - My Night at Maud's | Melhor Roteiro/Argumento - Adaptado - MASH - Airport - I Never Sang for My Father - Lovers and Other Strangers - Women in Love |
| Melhor Figurino/Guarda-Roupa - Cromwell - Airport - Ryan's Daughter - Tora! Tora! Tora! - Woodstock | Melhor Filme Estrangeiro - Indagine su un cittadino al di sopra di ogni sospetto ( Itália) - Erste Liebe ( Suíça ) - Hoa-Binh ( França) - Paix sur les Champs ( Bélgica) - Tristana ( Espanha) |
| Melhor Documentário em Longa-metragem - Woodstock - Erinnerungen an die Zukunft - Jack Johnson - King: A Filmed Record... Montgomery to Memphis - Say Goodbye | Melhor Documentário em Curta-metragem - Interviews with My Lai Veterans - The Gifts - A Long Way from Nowhere - Oisin - Time Is Running Out |
| Melhor Curta-metragem - The Resurrection of Broncho Billy - Shut Up...I'm Crying - Sticky My Fingers...Fleet My Feet | Melhor Animação em Curta-metragem - Is It Always Right to Be Right? - The Further Adventures of Uncle Sam: Part Two - The Sheperd |
| Melhor Trilha Sonora/Banda Sonora - Love Story - Airport - Cromwell - Patton - I Girasoli | Melhor Canção original - "For All We Know" por Lovers and Other Strangers - "Whistling Away the Dark" por Darling Lili - "Till Love Touches Your Life" por Madron - "Pieces of Dreams" por Pieces of Dreams - "Thank You Very Much" por Scrooge                                                                         |
| Melhor Trilha Sonora/Banda Sonora Adaptada - Let It Be - The Baby Maker - Darling Lili - A Boy Named Charlie Brown - Scrooge | Melhor mixagem/mistura de Som - Patton - Airport - Ryan's Daughter - Tora! Tora! Tora! - Woodstock |
| Melhor Direção de Arte - Patton - Airport - The Molly Maguires - Scrooge - Tora! Tora! Tora! | Melhor Cinematografia/Fotografia - Ryan's Daughter - Patton - Airport - Tora! Tora! Tora! - Women in Love |
| Melhor Edição/Montagem - Patton - Airport - MASH - Tora! Tora! Tora! - Woodstock | Melhores Efeitos Visuais - Tora! Tora! Tora! - Patton |

### Múltiplas indicações
- 10 indicações: Airport e Patton
- 7 indicações: Love Story
- 5 indicações: MASH e Tora! Tora! Tora!
- 4 indicações: Five Easy Pieces, Ryan's Daughter, Scrooge e Women in Love
- 3 indicações: Darling Lili, I Never Sang for My Father, Lovers and Other Strangers e Woodstock
- 2 indicações: Cromwell e The Great White Hope